# Derambila marginepunctata
Derambila marginepunctata är en fjärilsart som beskrevs av Max Joseph Bastelberger 1909. Derambila marginepunctata ingår i släktet Derambila och familjen mätare. Inga underarter finns listade i Catalogue of Life.